# Patricia kaersenhout
patricia kaersenhout (Den Helder, 1966) is een Nederlandse beeldend kunstenares, cultureel activist en feministe met een Surinaamse achtergrond.
Ze schrijft haar naam met kleine letters, onder andere als eerbetoon aan bell hooks.
Kaersenhout studeerde in Amsterdam aan de sociale academie Amstelhorn en aan de Gerrit Rietveld Academie. In haar werk onderzoekt ze de Afrikaanse diaspora, in relatie tot feminisme, gender, seksualiteit, racisme en de geschiedenis van de Nederlandse slavernij. In 2021 werd zij benoemd tot lid van de Akademie van Kunsten.

## Werken, exposities
Kaersenhout heeft wereldwijd geëxposeerd, onder meer in het Museum of Contemporary African Diaspora Art (MoCADA) in New York (VS), New Orleans (VS, 2017 en 2018), Tirana (Albanië, 2018), Holtegaard (Denemarken, 2017), de Volksbühne in Berlijn (Duitsland, 2016) en de Biennale van Dakar (Senegal, 2014). In 2018 nam ze deel aan de Manifesta in Palermo (Italië) met het werk Ziel van Zout; een metershoge berg zout in het Palazzo Forcella De Seta.
In Nederland exposeerde ze in het Tropenmuseum en Eye Filmmuseum (beide exposities in Amsterdam, 2013), CBK Zuidoost (Centrum Beeldende Kunst, Amsterdam, 2015 en 2022), Framer Framed (Amsterdam, 2015), Stedelijk Museum Amsterdam (2016), De Vleeshal (Middelburg, 2016), De Appel (Amsterdam, 2019), Bonnefantenmuseum (Maastricht, 2023).
Begin 2019 nam ze deel aan drie groepsexposities: 'MOED: Wat niet gezien wordt' in het Centraal Museum in Utrecht, 'Free Radicals' in het CBK Zuidoost in Amsterdam en 'Your Voice Matters' in de tijdelijke tentoonstellingsruimte De Kerk van Museum Arnhem. Eind 2019 toonde ze het werk Guess Who’s Coming To Dinner Too, dat volgens kaersenhout moet worden gezien als een aanvulling op het iconische feministische kunstwerk The Dinner Party.
Het werk van kaersenhout is vertegenwoordigd in verschillende publieke en bedrijfscollecties in Nederland, waaronder die van ABN AMRO, de PVDA-fractie in Den Haag, Belastingdienst Amsterdam-Zuidoost, C&H Arts & Design Amsterdam, CBK Zuidoost te Amsterdam, Museum Modere Kunst Arnhem en het Van Abbemuseum in Eindhoven. In het buitenland is haar werk gekocht door onder meer De Bruin Advocaten in Antwerpen (België) en Bank Street Arts in Londen (Engeland).

### Monument van Vlucht en Verzet
Op 30 juni 2023, de 'Dag van Besef' voorafgaand aan Ketikoti, onthulde de gemeente Utrecht kaersenhouts Monument van Vlucht en Verzet. Het kunstwerk gedenkt het Nederlandse slavernijverleden en de doorverwerking ervan.